# Tombolo (Italia)
Tombolo (Tonboło in veneto) è un comune italiano di 8 168 abitanti della provincia di Padova in Veneto, situato a nord del capoluogo e della provincia.
Mentre la parrocchia, la cui chiesa è stata progettata da Francesco Maria Preti, del capoluogo fa parte della diocesi di Treviso, la frazione Onara dipende dalla diocesi di Padova.

## Origini del nome
Il toponimo potrebbe derivare dalla presenza di una piccola altura o dislivello nel terreno dovuto ad un tumulo funerario e quindi tomba, di probabile età venetica a tipologia Kurgan indoeuropea.

## Storia

### Simboli
Lo stemma e il gonfalone sono stati concessi con decreto del presidente della Repubblica dell'8 settembre 1967.
naturale; il tronco attraversato da una lista d'argento, caricata del motto Ars Atque Commercium in lettere nere, lapidari maiuscole. Ornamenti esteriori da Comune.»
Il gonfalone è un drappo di azzurro.

## Monumenti e luoghi d'interesse
- Chiesa di Sant'Andrea Apostolo

## Società

### Evoluzione demografica
Abitanti censiti

## Amministrazione

### Sindaci dal 1946
| Nominativo                                           | Nominativo                                        | Partito / Coalizione                              | Periodo                                           | Elezione                                          |
| Sindaci eletti dal Consiglio comunale (1946-1995)    | Sindaci eletti dal Consiglio comunale (1946-1995) | Sindaci eletti dal Consiglio comunale (1946-1995) | Sindaci eletti dal Consiglio comunale (1946-1995) | Sindaci eletti dal Consiglio comunale (1946-1995) |
| ---------------------------------------------------- | ------------------------------------------------- | ------------------------------------------------- | ------------------------------------------------- | ------------------------------------------------- |
|                                                      | Ippolito Pontarollo                               | Democrazia Cristiana                              | 1946-1960                                         | 1946                                              |
| 1951                                                 | Ippolito Pontarollo                               | Democrazia Cristiana                              | 1946-1960                                         |                                                   |
| 1956                                                 | Ippolito Pontarollo                               | Democrazia Cristiana                              | 1946-1960                                         |                                                   |
|                                                      | Walter Andretta                                   | Democrazia Cristiana                              | 1960-1964                                         | 1960                                              |
|                                                      | Giacomo Pontarollo                                | Democrazia Cristiana                              | 1964-1970                                         | 1964                                              |
|                                                      | Silvio Tombolan                                   | Democrazia Cristiana                              | 1970-1976                                         | 1970                                              |
| 1975                                                 | Silvio Tombolan                                   | Democrazia Cristiana                              | 1970-1976                                         |                                                   |
|                                                      | Cesare Pasinato                                   | Democrazia Cristiana                              | 1976-1990                                         | (1975)                                            |
| 1980                                                 | Cesare Pasinato                                   | Democrazia Cristiana                              | 1976-1990                                         |                                                   |
| 1985                                                 | Cesare Pasinato                                   | Democrazia Cristiana                              | 1976-1990                                         |                                                   |
|                                                      | Angelo Andretta                                   | Democrazia Cristiana                              | 1990-1991                                         | 1990                                              |
|                                                      | Francesco Frasson                                 | Democrazia Cristiana                              | 1991-1995                                         | (1990)                                            |
| Sindaci eletti direttamente dai cittadini (dal 1995) |                                                   |                                                   |                                                   |                                                   |
|                                                      | Angelo Berno                                      | Centro-destra                                     | 1995-2004                                         | 1995                                              |
| 1999                                                 | Angelo Berno                                      | Centro-destra                                     | 1995-2004                                         |                                                   |
|                                                      | Franco Zorzo                                      | Lega Nord - LV                                    | 2004-2014                                         | 2004                                              |
| 2009                                                 | Franco Zorzo                                      | Lega Nord - LV                                    | 2004-2014                                         |                                                   |
|                                                      | Cristian Andretta                                 | L.c. Valore Domani                                | 2014-2024                                         | 2014                                              |
| 2019                                                 | Cristian Andretta                                 | L.c. Valore Domani                                | 2014-2024                                         |                                                   |
|                                                      | Luca Frasson                                      | L.c. Valore Domani                                | 2024-in carica                                    | 2024                                              |